# Nicolas Burq

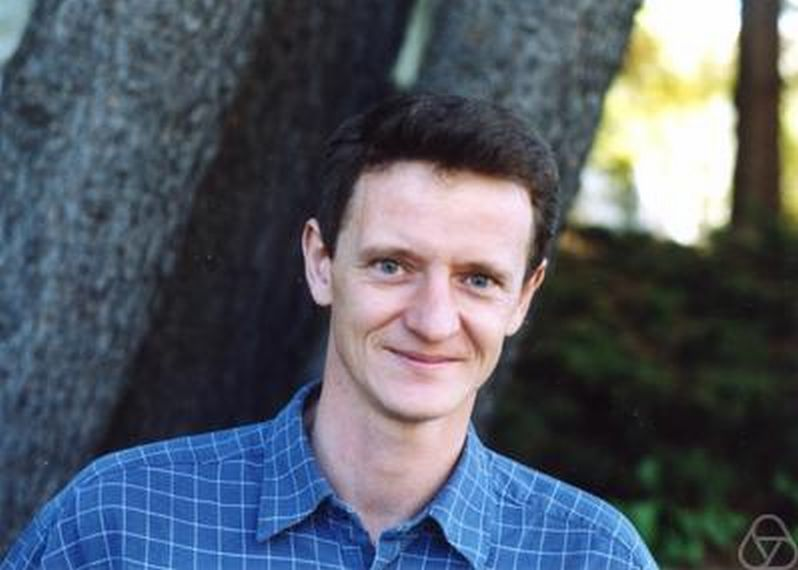
Nicolas Burq, Berkeley 2002

Nicolas Burq (* 30. November 1966) ist ein französischer Mathematiker, der sich mit Partiellen Differentialgleichungen befasst.
Burq studierte von 1986 bis 1990 an der École normale supérieure mit dem D.E.A.-Abschluss 1988 bei Michèle Vergne und der Agrégation 1989. Ab 1991 war er Chargé des Recherches beim CNRS. 1992 wurde er bei Gilles Lebeau an der Universität Paris XI promoviert (Controle de l'equation des plaques en présence d'obstacles strictement convexes). 1996 wurde er Maitre des conferences (in Teilzeit) an der École polytechnique und habilitierte sich 1997 an der Universität Paris XI, an der er 1998 Professor wurde.
In seiner Dissertation und anderen Veröffentlichungen befasste er sich mit der Kontrolle partieller Differentialgleichungen (das heißt, Randbedingungen, unter denen das durch die Gleichungen beschriebene Systeme im Gleichgewicht ist) und weiter mit der nichtlinearen Schrödingergleichung, Streutheorie und Eigenwerten des Laplaceoperators (teilweise in Zusammenhang mit Quantenchaos), partiellen Differentialgleichungen mit zufälligen Anfangsbedingungen. Er arbeitete neben Lebeau unter anderem mit Nikolay Tzvetkov, Patrick Gérard und Maciej Zworski zusammen.
2002/2003 war er Miller Professor an der University of California, Berkeley und ab 2004 war er Junior Mitglied des Institut Universitaire de France. 
Er ist verheiratet und hat drei Kinder.

## Schriften
- Décroissance de l'énergie locale de l'équation des ondes pour le problème extérieur et absence de résonance au voisinage du réel, Acta Mathematica, 180, 1998, 1–29
- Mesures semi-classiques et mesures de défaut, Séminaire Bourbaki, 826, 1996/97
- mit M. Zworski Geometric control in the presence of a black box, J. AMS 17, 2004, 443–471
- mit P. Gérard Condition nécessaire et suffisante pour la contrôlabilité exacte des ondes, Comptes Rendus Acad. Sci. 325, 1997, 749–752
- Contrôlabilité exacte des ondes dans des ouverts peu réguliers, Asymptotic Analysis 14, 1997, 157–191
- mit P. Gérard, N. Tzvetkov An instability property of the nonlinear Schrödinger equation on {\displaystyle S^{d}}, Mathematical Research Letters, 9, 2002, 323–336
- mit P. Gérard, N. Tzvetkov Bilinear eigenfunction estimates and the nonlinear Schrödinger equation on surfaces, Inventiones mathematicae 159 2005, S. 187–223
- mit P. Gérard, N. Tzvetkov On nonlinear Schrödinger equations in exterior domains, Annales Inst. Henri Poincaré, Serie C, 21, 2004, 295–318
- mit N. Tzvetkov Random data Cauchy theory for supercritical wave equations, 1,2, Inventiones Mathematicae, 173, 2008, 449–475, 477–496
- mit P. Gérard, N. Tzvetkov Strichartz inequalities and the nonlinear Schrödinger equation on compact manifolds, American J. Math., 126, 2004, 569–605
- mit F. Planchon, J. G. Stalker, A. S. Tavildar-Zahdeh Strichartz estimates for the wave and Schrödinger equations with the inverse-square potentia, J. of Functional Analysis, 203, 2003, 519–549